# Loliolus affinis
Loliolus affinis är en bläckfiskart som beskrevs av Japetus Steenstrup 1856. Loliolus affinis ingår i släktet Loliolus och familjen kalmarer. Inga underarter finns listade i Catalogue of Life.